# 抜き打ち解散
抜き打ち解散（ぬきうちかいさん）は、1952年8月28日に行われた衆議院解散の通称。

## 経緯
1951年に、サンフランシスコ講和条約締結によってGHQの占領が終了し、GHQによって公職追放されていた鳩山一郎らが追放を解除されると、鳩山を支持する鳩山系議員が吉田茂首相の辞任を要求した。こうして再び政局は混乱してきた。さらには吉田派の派内で広川弘禅と増田甲子七の派内抗争が表面化した。
1952年7月、吉田は自身の側近であった1年生議員の福永健司を、増田に代わる自由党幹事長にすべく、議員総会において抜き打ちで指名を敢行したが、反対派が激しく抵抗し失敗に終わり、最終的に林譲治が自由党の新幹事長に就任する決着となった。
吉田はこのような事態を打開するために、松野鶴平からの助言を受け、不意をつく形で解散を断行する。吉田は機会あるごとに「任期一杯政局担当」「議員の任期満了まで解散する意思はない」と明言していたが、その一方で密かに選挙の準備を進めて準備の整っていない鳩山派に解散総選挙で打撃を与えようという目的であった。
衆議院解散までの経緯は以下の通りである。
- 8月22日 - 吉田首相、池田勇人蔵相、保利茂官房長官と閣外で側近の麻生太賀吉が協議して抜き打ち解散を決め、佐藤栄作郵政相と旅行中の広川弘禅農相に連絡。麻生から林幹事長と益谷秀次総務会長に「早期解散」の意向が伝えられた。
- 8月25日 - 吉田首相は那須御用邸で静養中の昭和天皇を訪ねた際に衆議院解散について前もって申し上げた。
- 8月26日 - 第14回通常国会が開会され、衆議院議長選挙の本会議中に首相の命により、数名の閣僚のみが議場で入り口に呼び出され、解散に関する閣議書類に署名した。これをもって「持ち回り」閣議決定とみなされた。夕方、総理府総務課長が解散に関する閣議書類を所持して那須御用邸に行き、昭和天皇に憲法第7条により解散に関する「助言」を申し上げた。ただし、解散の日付は空白とされた。
- 8月28日 - 臨時閣議で全閣僚了解ののち衆議院を解散した。しかし、閣議決定の日付としては数名の閣僚による「持ち回り」閣議の日たる8月26日とされた。

上記の経緯から、衆議院解散について天皇の国事行為に関する内閣の「助言」と「承認」の法的要件を満たしたかについて、後述の苫米地事件の訴訟で論点となった。
この衆議院解散により、結果的に大野伴睦は衆議院議長に就任してから在職期間わずか3日間で議長失職となった（なお、総選挙後の10月の第15特別国会に於ける衆議院本会議での議長選挙で再選している）。
この解散を受けて、10月1日に第25回衆議院議員総選挙が行われ、466議席中、自由党は240議席を獲得したが、選挙前の285議席から大幅に後退した。

## 解散権論争
この解散は日本国憲法下初めての第7条（天皇の国事行為）のみによる衆議院解散になった。日本国憲法は第7条第3号で衆議院の解散を天皇の国事行為として定めるが、天皇は国政に関する権能を有しないとされており（日本国憲法第4条第1項）、憲法7条3号の天皇の権能は衆議院解散を形式的に外部へ公示する形式的宣示権ということになる。そこで衆議院解散の実質的決定権の所在が問題となるが、これについては諸説がある。抜き打ち解散は、憲法7条が定める「内閣の助言と承認」を解散権の実質的根拠とする解散であり、その是非をめぐって野党・国民民主党の議員であった苫米地義三が衆議院議員資格の確認と歳費請求を求めて裁判を提起した（苫米地事件）が、最高裁大法廷は、高度の政治性があり裁判所の審査権外であることを理由に憲法判断をしなかった。なお、衆議院解散から2か月前の1952年6月17日には両院法規委員会は「衆議院の解散は憲法第69条の場合に限らない。ただし解散権を濫用しないように運用上について規制すべきである」とする内閣の幅広い解散権を認める勧告を両院議長に対して行っていた。

この解散以降、実務上、天皇の国事行為に責任を負う内閣が衆議院解散についての実質的決定権を有するとされている。なお、衆議院解散の実質的決定権という点については学説に争いがあるものの、少なくとも衆議院解散の形式的宣示権は憲法上天皇にある（日本国憲法第7条3号）。今日、解散詔書の文言については日本国憲法第69条により、内閣不信任決議が可決あるいは内閣信任決議が否決された場合か否かを問わず「日本国憲法第七条により、衆議院を解散する。」との表現が確立している。これは、衆議院解散は詔書をもって行われるが、詔書の直接の根拠は日本国憲法第7条にあり、またこの文言は解散の理由を問わないため、一般的にはいかなる場合の衆議院解散についても適用しうるものと解されているためである。